# Рунде
Рунде је река у Зимбабвеу која извире у близини Гверуа и тече углавном у правцу југоистока до мозамбиканске границе где се улива у реку Саве. Главне притоке су реке Нгези, Токве, Мутурикве и Чиредзи. Река је загађена генерално у ниском нивоу.